# Перевідне
Переві́дне (до 2024 року — Першотравне́ве) — село в Україні, у Пирятинській міській громаді Лубенського району Полтавської області. Населення становить 158 осіб. Колишній орган місцевого самоврядування — Сасинівська сільська рада.

## Географія
Село Перевідне знаходиться на правому березі річки Перевід, вище за течією на відстані 0,5 км розташоване село Сасинівка, нижче за течією на відстані 2 км розташоване село Калинів Міст, на протилежному березі - село Меченки. Поруч проходить залізниця, станція Сасинівка.

## Історія
- 1960 - дата заснування.
- 2007 - селищу Першотравневе присвоєно статус село.
- 12 червня 2020 року, відповідно до розпорядження Кабінету Міністрів України № 721-р «Про визначення адміністративних центрів та затвердження територій територіальних громад Полтавської області», село увійшло до складу Пирятинської міської громади[1].
- 19 липня 2020 року, в результаті адміністративно - територіальної реформи та ліквідації Питятинського району, село увійшло до складу новоутвореного Лубенського району[2].
- 19 вересня 2024 року Верховна Рада підтримала перейменування села Першотравневе на Перевідне, на честь однойменної річки. 26 вересня 2024 року перейменування набуло чинності.[3]

## Населення
Згідно з переписом УРСР 1989 року чисельність наявного населення селища становила 178 осіб, з яких 78 чоловіків та 100 жінок.
За переписом населення України 2001 року в селі мешкало 158 осіб.

### Мова
Розподіл населення за рідною мовою за даними перепису 2001 року:
| Мова       | Відсоток |
| ---------- | -------- |
| українська | 91,77 %  |
| російська  | 6,96 %   |
| білоруська | 1,27 %   |